# Memória eidética
A memória eidética (/aɪˈdɛtɪk/; em grego clássico: εἶδος, "forma visível", também conhecida como memória fotográfica) é a capacidade de recordar uma imagem da memória com alta precisão — pelo menos por um breve período de tempo — após vê-lo apenas uma vez e sem usar um dispositivo mnemônico.
Embora os termos "memória eidética" e "memória fotográfica" sejam popularmente usados como sinônimos, eles também se distinguem, com "memória eidética" referindo-se à capacidade de ver um objeto por alguns minutos depois que ele não está mais presente e "memória fotográfica" referindo-se à capacidade de recordar páginas de texto ou números, ou similares, com grande detalhe. Quando os conceitos são distinguidos, a memória eidética ocorre em um pequeno número de crianças e geralmente não é encontrada em adultos, enquanto a verdadeira memória fotográfica nunca foi demonstrada.

## Eidética vs. fotográfica
Os termos memória eidética e memória fotográfica são comumente usados de forma intercambiável, mas também são distintos. A estudiosa Annette Kujawski Taylor afirmou: "Na memória eidética, uma pessoa tem uma imagem mental quase fiel, instantânea ou fotografia de um evento em sua memória. No entanto, a memória eidética não se limita aos aspectos visuais da memória e inclui memórias auditivas, bem como vários aspectos sensoriais através de uma gama de estímulos associados a uma imagem visual". O autor Andrew Hudmon comentou: "Exemplos de pessoas com memória semelhante à fotográfica são raros. Imagens eidéticas são a capacidade de lembrar uma imagem com tantos detalhes, clareza e precisão que é como se a imagem ainda estivesse sendo percebida. É não é perfeito, pois está sujeito a distorções e acréscimos (como a memória episódica), e a vocalização interfere na memória".
"Eidéticos", como são chamados aqueles que possuem essa habilidade, relatam uma pós-imagem vívida que permanece no campo visual com seus olhos parecendo varrer a imagem conforme ela é descrita. Ao contrário das imagens mentais comuns, as imagens eidéticas são projetadas externamente, experimentadas como "lá fora" e não na mente. A vivacidade e a estabilidade da imagem começam a desaparecer minutos após a remoção do estímulo visual. Lilienfeld et al. afirmou: "As pessoas com memória fotográfica podem supostamente manter uma imagem visual em sua mente com tanta clareza que podem descrevê-la perfeitamente ou quase perfeitamente, assim como podemos descrever os detalhes de uma pintura imediatamente à nossa frente com quase perfeição precisão."
Em contraste, a memória fotográfica pode ser definida como a capacidade de recordar páginas de texto, números ou similares, com grande detalhe, sem a visualização que vem com a memória eidética. Pode ser descrito como a habilidade de olhar brevemente para uma página de informação e então recitá-la perfeitamente de memória. Este tipo de habilidade nunca foi provado existir.

## Testes científicos

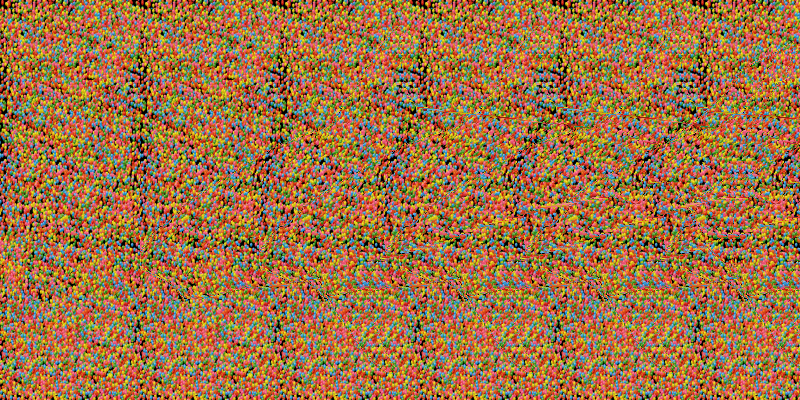
Estereograma de pontos

Em 1970, um cientista de Harvard chamado Charles Stromeyer III publicou um artigo histórico na Nature sobre uma estudante de Harvard chamada Elizabeth, que poderia realizar uma façanha surpreendente. Stromeyer mostrou a Elizabeth um padrão de 10.000 pontos aleatórios com seu olho esquerdo coberto, e um dia depois, ele mostrou outro padrão de mais 10.000 pontos com seu olho direito coberto. Fusionando os 20.000 pontos Elizabeth identificou a figura 3D formada pelo estereograma e se tornou a primeira e única prova de que a memória fotográfica é possível.
Devido a ausência de outros testes com Elizabeth, do único pesquisador a ter testemunhado esse experimento ter se casado com ela e de nenhum outro caso semelhante ter sido encontrado muitos cientistas questionam a existência de memória realmente fotográfica.
Em 1979, um pesquisador chamado John Merritt publicou os resultados de um teste de memória fotográfica que ele havia colocado em revistas e jornais de todo o país. Merritt esperava encontrar alguém com habilidades semelhantes às de Elizabeth, e ele infere que cerca de 1 milhão de pessoas tentaram o teste. Desse número, 30 escreveram-lhe com a resposta certa. Ele visitou 15 deles em suas casas.
Cientistas dizem que a memória fotográfica sendo apenas uma memória excepcionalmente boa para uma quantidade restrita de fatos de seu interesse e grande dedicação para memorizar os detalhes usando inúmeras técnicas mnemônicas como o Palácio da memória (method of loci).
Vários ganhadores do Campeonato Mundial de Memória venceram graças a suas técnicas de memorização, dedicação e memória excepcionalmente boa mesmo sem possuir memória fotográfica.

## Casos de memórias notáveis

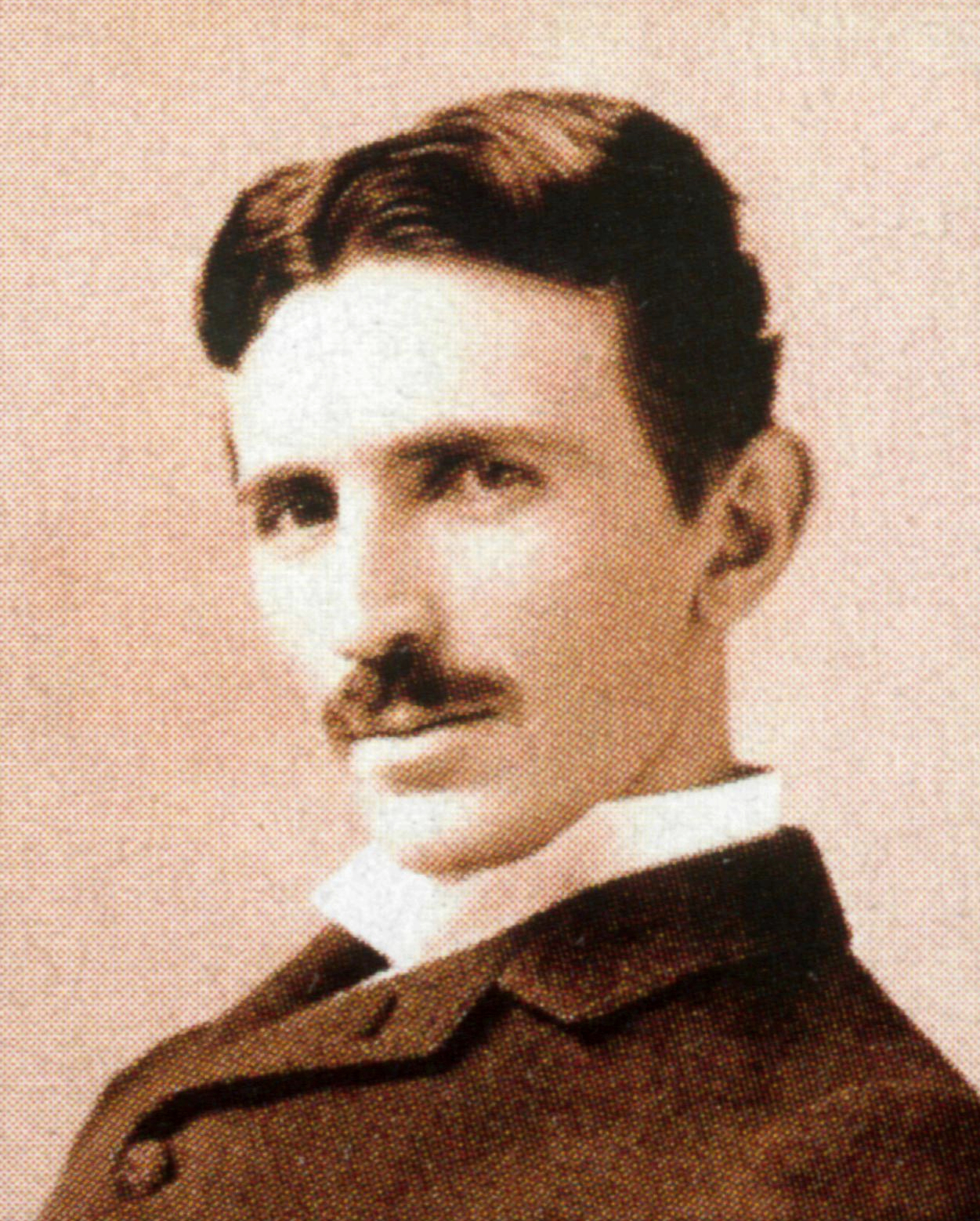
Nikola Tesla possuía uma memória impressionante para física e matemática, que se assemelhava a uma memória fotográfica.

Kim Peek, o savant de 54 anos de idade, que foi a base para o personagem de Dustin Hoffman em "Rain Man", diz ter memorizado cada página dos 9000 livros que já leu além de ler em média 8 a 12 segundos por página (com cada olho lendo uma página diferente de forma independente), mas essa reivindicação não foi testada com rigor científico. Outro savant, Stephen Wiltshire, tem sido chamado de "câmera humana" por sua habilidade para criar desenhos de uma cena, depois de olhar para ela durante apenas alguns segundos. Mas mesmo ele toma algumas liberdades ao repetir a cena.
Um pintor nos Estados Unidos que pinta quadros, com incrível precisão, de casas, quartos, ruas e paisagens que ele viu somente nos primeiros anos de sua infância numa aldeia da Itália. Não é claro se este homem tem uma capacidade de memória eidética, uma compulsão em lembrar de detalhes de sua infância ou uma epilepsia do lobo temporal que às vezes dá a ele a sua capacidade surpreendente de capturar cenas de seus primeiros anos. Porém ele não consegue repetir esse feito à sua própria vontade.
Andriy Slyusarchuk ficou famoso ao memorizar o número Pi até o milionésimo dígito e também qual número da página e linha em que uma combinação de números estava impressa.
O guru indiano Swami Vivekananda supostamente foi capaz de ler volumes de dez enciclopédias diferentes em apenas alguns dias e recordar o conteúdo de todas elas.
Mozart, Hans von Bulow e Rachmaninoff. Estes possuiam memória auditiva extraordinária para músicas que podem ser devido ao treinamento intenso, dedicação e foco somados a um grande talento e que são restritos à música.
Stephen Wiltshire, foi capaz de desenhar a silhueta de uma cidade inteira após um passeio de helicóptero.
Daniel Tammet foi capaz de lembrar os primeiros 22.514 dígitos de pi e é proficiente em 11 línguas.
Carl Friedrich Gauss matemático alemão, conhecido como o "Príncipe da Matemática", também é conhecido por ser portador de uma memória excepcional, associada à sua genialidade em matemática, permitiu-lhe a concepção de diversas descobertas no campo da matemática, da astronomia e da física, que lhe renderam o reconhecimento como um dos maiores gênios de sua época.